# Sergiu Toma
Sergiu Toma (Chișinău, 29 gennaio 1987) è un judoka moldavo naturalizzato emiratino.

## Palmarès
- Giochi olimpici

Rio de Janeiro 2016: bronzo negli 81 kg.
- Mondiali

Parigi 2011: bronzo negli 81 kg.
- Europei

Istanbul 2011: argento negli 81 kg.
- Universiadi

Bangkok 2007: bronzo nei 73 kg.